# Бельське князівство
49°49′15″ пн. ш. 19°02′34″ сх. д. / 49.8207° пн. ш. 19.0429° сх. д.

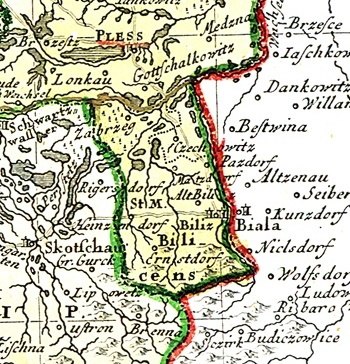
Карта повіту 1746 року

Бельське князівство (пол. Księstwo Bielskie, чеськ. Bílské knížectví, нім. Fürstentum Bielitz), відоме також як Бельське герцогство (нім. Herzogtum Bielitz, лат. Ducatus Bilicensis) або Бельська земля (нім. freie Standesherrschaft Bielitz, лат. status minores Bilicensis, status maiores Bilicensis) — одне з історичних Сілезьких князівств, що існувало в 1572—1849 роках на території Сілезії зі столицею в місті Бельсько. Князі були васалами короля Богемії.

## Історія
Бельське князівство було створене у 1572 році з Цешинського князівства (Тешинського герцогства) як васал Богемії та продане Вацлавом III Адамом, герцогом Цешинським, Карлу Промніцу. Згодом, у 1582 році, було продане Адаму Шаффготшу, але через десять років знову було продано родині Суннег. У 1724 році вони продали державу Генріху Зальмському. У 1743 році князівство було у власності графа Фрідріха Вільгельма фон Гаугвіца, а в 1751 році його статус було змінено на статус майорату, що дозволило йому посилати депутатів до Сілезьких зборів.
У 1752 році Белзьку державну землю (Status Maiores) придбав Олександр Юзеф Сулковський. Того ж року статус держави було змінено на статус удільного князівства (Fürstentum). 2 листопада 1754 року  імператриця Священної Римської імперії та ерцгерцогиня Австрії Марія Терезія створила Бельське герцогство (Herzogtum Bielitz). Наступні власники Бельського герцогства мали право на титул герцога, в той час як решта членів родини зараховували себе до нижчого шляхетського статусу фюрста (князя).
До 1849 року князівство було автономним князівством у складі Австрійській Сілезії. Після поділу 1920 року Цешинської Сілезії між Польщею та Чехословаччиною увійшла до складу Польщі.